# Шиљак
Шиљак је праисторијско оруђе карактеристично за палеолит. У старијем палеолиту јавља се тајасијенски, мали, асиметричан шиљак формиран на дебелом одбитку. Ретуш је уздигнут, грубо назупчени, типичан за тајасијенске (премустеријенске) индустрије јужне Француске.
Карактеристични шиљци средњег палеолита су Мустеријенски (формиран на обичном или Левалоазијенском одбитку или сечиву, троугласте форме, ретуш углавном дубок, уздигнут некада и степенасти, тотално или само на врху, на једној или обе ивице) и листолики шиљци (двојни шиљци, унифацијално или бифацијално ретуширани, листолики, танки и фине израде).
Током горњег палеолита јавља се велики број различитих шиљака као што су:
- шателперонијенски је шиљак са лучним, стрмо ретушираним хрптом формираним на сечиву, солитрејски је фацијално и бифацијално окресани шиљак листолике форме, као и остали који карактеришу солитеријску културу. Младечки шиљак је од кости, рога јелена, слоноваче. Издуженог ромбоидног облика је, већих димензија, пљоснат, може бити овалног или квадратног пресека.

- Шиљак типа Фонт Ив је оруђе формирано на уском сечиву, ретуширано латералним или билатералним полустрмим ретушем, а шиљак типа Кремс који је формиран на ламели, ређе ретуширан латерално, чешће билатерално, полустрмим и маргиналним ретушем.

- Граветијенски шиљак је са правилним или благо лучним стрмо ретушираним хрптом, формирано на дугом и уском сечиву или ламели.

- Аренијенски је једнострано ретуширан у целини или делимично, формиран на дебелом сечиву или ламинарном одбитку, понекад је и листолике форме.

- Тардиграветијенски шиљак је на доњем крају сужен помоћу латерално изведеног јамичастог удубљења, ретуширано најчешће дубоким и директним полустрмим или стрмим ретушем. Тако формиран трн служио је за усађивање.

У финалном палеолиту и мезолиту карактеристични су: свидеријенски – издужени шиљак са трном, затим типа Лингби (кратак, широк шиљак, са билателарним углавно стрмо ретушираним трном за усађивање). Врх може бити ретуширан и типа Руанда (двоструки шиљак са врхом у оси оруђа, листолике или ромбоидне форме, ретуширан на оба краја инверзним, плитким (површинским или полустраним ретушем). 
Тарденуазијенски шиљак је троугласто, унилатерално или билатерално (полустрмо или стрмо) ретуширан шиљак, микролитских димензија, са ретушираном равном или конкавном базом.
Совтеријенски шиљак је билатерално, стрмо ретуширан једнострки или двоструки шиљак са лучним хрптом микролитских димензија.
Азилијенски шиљак је шиљак са наглашеним лучним, стрмо ретушираним хрптом, углавном микролитских димензија. 
Аренсбургијенски шиљак је оруђе са трном који је формиран помоћу 2 симетрично постављена, стрмо ретуширана, јамичаста удубљења.